# Тоттер, Одри
Одри Мари Тоттер (англ. Audrey Mary Totter, 20 декабря 1917 — 12 декабря 2013) — американская актриса.

## Биография
Родилась в Иллинойсе в семье с австрийскими, словенскими и шведскими корнями. Свою карьеру она начала на радио в конце 1930-х годов, и после первых успехов Чикаго и Нью-Йорке подписала семилетний контракт с «MGM». В 1945 году состоялся её кинодебют, после чего она снялась в ряде кинокартин различных жанров, но наиболее яркими стали её роли в фильмах-нуар, среди которых «Почтальон всегда звонит дважды» (1946), «Леди в озере» (1947), «Вне подозрений» (1947), «Высокая стена» (1947) и «Напряжённость» (1949). К концу 1950-х её карьера в кино пришла в упадок и актриса переместилась на телевидение, где в последующие два десятилетия играла второстепенных персонажей в различных телефильмах и сериалах, последний раз появившись на экранах в 1987 году в одном из эпизодом детектива «Она написала убийство».
С 1953 по 1995 год Одри Тоттер была замужем за Лео Фредом, помощником декана школы медицины при Калифорнийском университете. В последние годы актриса пребывала в доме престарелых для актёров кино и телевидения в Вудленд-Хиллз, штат Калифорния, где и скончалась от инсульта 12 декабря 2013 года.

## Фильмография
- 1945 — Её Высочество и посыльный / Her Highness and the Bellboy — Мидред (нет в титрах)
- 1945 — Приключение / Adventure — Этель (нет в титрах)
- 1945 — Безумства Зигфелда / Ziegfeld Follies — телефонистка (нет в титрах)
- 1945 — Заколдованная / Bewitched — Карен (нет в титрах)
- 1945 — Скрытый глаз / The Hidden Eye — продавщица духов (нет в титрах)
- 1945 — Главная улица в темноте / Main Street After Dark — Джесси Белл Дибсон
- 1945 — Опасные партнёры / Dangerous Partners — Лили Роеган
- 1945 — Матрос женится / The Sailor Takes a Wife — Лиза Бореску
- 1946 — Тайное сердце / The Secret Heart — гостья на званом обеде (нет в титрах)
- 1946 — Почтальон всегда звонит дважды / The Postman Always Rings Twice — Мэдж Горленд
- 1946 — Кооглазое чудо / The Cockeyed Miracle — Дженнифер Григгс
- 1947 — Леди в озере / Lady in the Lake — Эдриен Фромсетт
- 1947 — Вне подозрений / The Unsuspected — Алтея Кин
- 1947 — Высокая стена / High Wall —  доктор Энн Лоррисон
- 1947 — Начало конца / The Beginning or the End — Джин О’Лири
- 1948 — Очарование Сэксона / The Saxon Charm — Альма Рэгг
- 1949 — Крупная ставка / Any Number Can Play — Элис Элкотт
- 1949 — Подстава / The Set-Up — Джули Томпсон
- 1949 — Псевдоним Ник Бил / Alias Nick Beal — Донна Аллен
- 1949 — Напряжённость / Tension — миссиис Клэр Куимби
- 1951 — Под прицелом / Under the Gun — Рут Уильямс
- 1951 — Голубая вуаль / The Blue Veil — Хелен Уильямс
- 1951 — Город, который он обжигает / FBI Girl — Ширли Уэйн
- 1952 — Назначение: Париж / Assignment: Paris —  Сэнди Тейт
- 1952 — Измена / The Sellout — Клео Бетел
- 1952 — Мой приятель Гэс / My Pal Gus — Джойс Дженнингс
- 1953 — Мужчина в темноте / Man in the Dark — Пег Бенедикт
- 1953 — Женщина, которую они почти линчевали / Woman They Almost Lynched — Кейт Куантрилл / Китти Маккой
- 1953 — Путешествуя вниз о реке / Cruisin' Down the River — Салли Джейн Джексон
- 1953 — Миссия в Корее / Mission Over Korea — медсестра-лейтенант Кейт
- 1953 — Чемпион в течение дня / Champ for a Day — мисс Пегги Гормли
- 1954 — Каньон Резни / Massacre Canyon — Флэкси
- 1955 — Женская тюрьма / Women’s Prison — Джоан Бартон
- 1955 — Пуля для Джои / A Bullet for Joey — Джойс Гири
- 1955 — Исчезающие американцы / The Vanishing American — Марион Уорнер
- 1957 — Призрачный водолаз / Ghost Diver — Энн Стивенс
- 1958 — Реактивная атака / Jet Attack — Таня Никова
- 1958 — Человек или оружие / Man or Gun — Фрэн
- 1964 — Воротилы / The Carpetbaggers — проститутка
- 1964 — Харлоу / Harlow — Мэрилин
- 1967 — Чубаско / Chubasco — Тереза